# ولی‌الله نیکبخت
ولی‌الله نیکبخت (۱۳۳۰ مبارکه - ۱۶ مرداد ۱۳۵۸ ایرندگان، خاش)، سیاستمدار و نظامی، عضو هیئت علمی دانشگاه سیستان و بلوچستان و فرماندار شهر نیک‌شهر و از فرماندهان سپاه پاسداران ایران بود. دانشکده فنی مهندسی دانشگاه سیستان و بلوچستان به نام وی نام‌گذاری شده‌است.

## زندگی و فعالیت آغازین
ولی‌الله نیک‌بخت در سال ۱۳۳۰ در محله قهنویه مبارکه از شهرستان‌های استان اصفهان به دنیا آمد. وی دوران تحصیل خود را تا مقطع دیپلم در اصفهان گذراند و پس از شرکت در کنکور سراسری در رشته برق و الکترونیک دانشگاه شیراز پذیرفته شد و با رتبه اول موفق به اخذ کارشناسی ارشد از دانشگاه فوق گردید. احراز رتبه اول در دوره کارشناسی ارشد، زمینه را برای تحصیل وی در دانشگاه مینه‌سوتا آمریکا فراهم ساخت؛ اما وی در دانشگاه سیستان و بلوچستان به فعالیت علمی پرداخت.
وی در سال ۱۳۵۴ ازدواج کرد که حاصل این ازدواج دو فرزند است.

## کشته‌شدن
ولی‌الله نیک‌بخت در روز ۱۶ مرداد ۱۳۵۸ در سن ۲۸ سالگی در ایرندگان از توابع شهرستان خاش به همراه امام بخش ریگی ترور شد و پیکر وی به اصفهان منتقل شد و در شرق گلستان شهدای اصفهان در قطعه طریق القدس دفن شد.